# Vaurien
[carece de fontes?]

Um Vaurien de 1952 de J-J Herbulot

Vaurien é um pequeno veleiro escola, monotipo de série internacional para dois tripulantes (o leme e o proa). Foi desenhado em 1951 a pedido do Centro Náutico Les Glénans, na França, pelo arquitecto naval Jean-Jacques Herbulot que já havia criado o Caravela e do Corsaire foi apresentado pela primeira vez no no Salão Náutico de Paris. Foi Herbulot que, arquitecto naval, construía a pedido do centro de vela Les Glénans veleiros como o Vaurien, o Caravela ou o Corsaire.
Desde 1960, todos os anos se realiza um campeonato mundial que reúne cerca de uma centena de embarcações de uma dezena de países.

## Simples e eficaz
Muito simples, de acastelagem minimalista, ligeiro, de fácil construção e barato foi idealizado para ser construído com um só folha de contraplacado, o que o torna quatro vezes mais barato do que um outro veleiro ligeiro dessa altura . Todas estas características estão na base da compra deste veleiro por todas as escolas de vela e mesmo do Serviço do pessoal de muitos empresas na França, e do "boom" da navegação para todos.
Construído a mais de 36 000 exemplares, este barco simples mas eficaz, foi o veleiro de formação de navegadores reputados como Pierre Fehlmann, Philippe Poupon, Isabelle Autissier, Jean Le Cam.

## Características
As características do plano inicial de 1952 eram as seguinte:
- Equipagem: 2
- Tipo de vela: bermudiana
- Ano: 1952
- Comprimento: 4,08 m
- Largura: 1,47 m
- Boca (náutica): 1,48 m
- Superfície vélica: Vela grande; 5,6 m2, Estai ou Genoa; 2,5 m2, Spi interdito
- Construção do casco: Madeira
- Deslocamento: 95 kg
- Arquitecto — Jean-Jacques Herbulot

## Actualização

Um Vaurien de 2008

Com o aparecimento do 420 e do 470, com um design de casco de melhor performance no qual o encolamento (linha de ligação entre o fundo e do costado) é recto, o Vaurien perdeu do interesse e quase desapareceu nos anos 1980, mas desde os anos 2000 um espírito de renovação relançou esta embarcação que é hoje construído em plástico com reforço de fibra de vidro (PRFV) o peso passou assim de 95 a 73 Kg, novo desenho do velame tipo quadrado no topo, o que aumenta a superfície vélica, e a adopção do Spinnaker (balão).